# Scarborough-Sud-Ouest (circonscription provinciale)
Circonscription électorale provinciale du Canada
Scarborough-Sud-Ouest ((en) Scarborough Southwest) est une circonscription provinciale de l'Ontario représentée à l'Assemblée législative de l'Ontario depuis 1999.

## Géographie
La circonscription est située dans le sud de l'Ontario, plus précisément une partie de la ville de Toronto et sur la rive du lac Ontario.
Les circonscriptions limitrophes sont Beaches—East York, Don Valley-Est, Scarborough-Centre et Scarborough—Guildwood.   

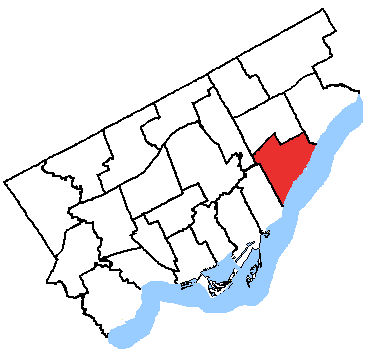
Scarborough-Sud-Ouest de 2003 à 2018

## Historique
| Législature                                                   | Années       | Député | Député               | Parti                     |
| ------------------------------------------------------------- | ------------ | ------ | -------------------- | ------------------------- |
| Scarborough-Sud-Ouest Scarborough-Centre et Scarborough-Ouest |              |        |                      |                           |
| 37e                                                           | 1999-2003    |        | Dan Newman           | Progressiste-conservateur |
| 38e                                                           | 2003-2007    |        | Lorenzo Berardinetti | Libéral                   |
| 39e                                                           | 2007-2011    |        | Lorenzo Berardinetti | Libéral                   |
| 40e                                                           | 2011-2014    |        | Lorenzo Berardinetti | Libéral                   |
| 41e                                                           | 2014-2018    |        | Lorenzo Berardinetti | Libéral                   |
| 42e                                                           | 2018-2022    |        | Doly Begum           | Néo-démocrate             |
| 43e                                                           | 2022–Présent |        | Doly Begum           | Néo-démocrate             |

## Circonscription fédérale
Depuis les élections provinciales ontariennes du 4 octobre 2007, l'ensemble des circonscriptions provinciales et des circonscriptions fédérales sont identiques.